# Doloessa
Doloessa is een geslacht van vlinders van de familie snuitmotten (Pyralidae), uit de onderfamilie Galleriinae.

## Soorten
- D. constellata Hampson, 1898
- D. hilaropis (Meyrick, 1897)
- D. ochrociliella (Ragonot, 1893)
- D. viridis Zeller, 1848